# Большой Улукуль
Большой Улукуль (баш. Олокүл) — озеро-старица реки Уршак возле села Искино и посёлка Поляна Кировского района города Уфы.

## Описание

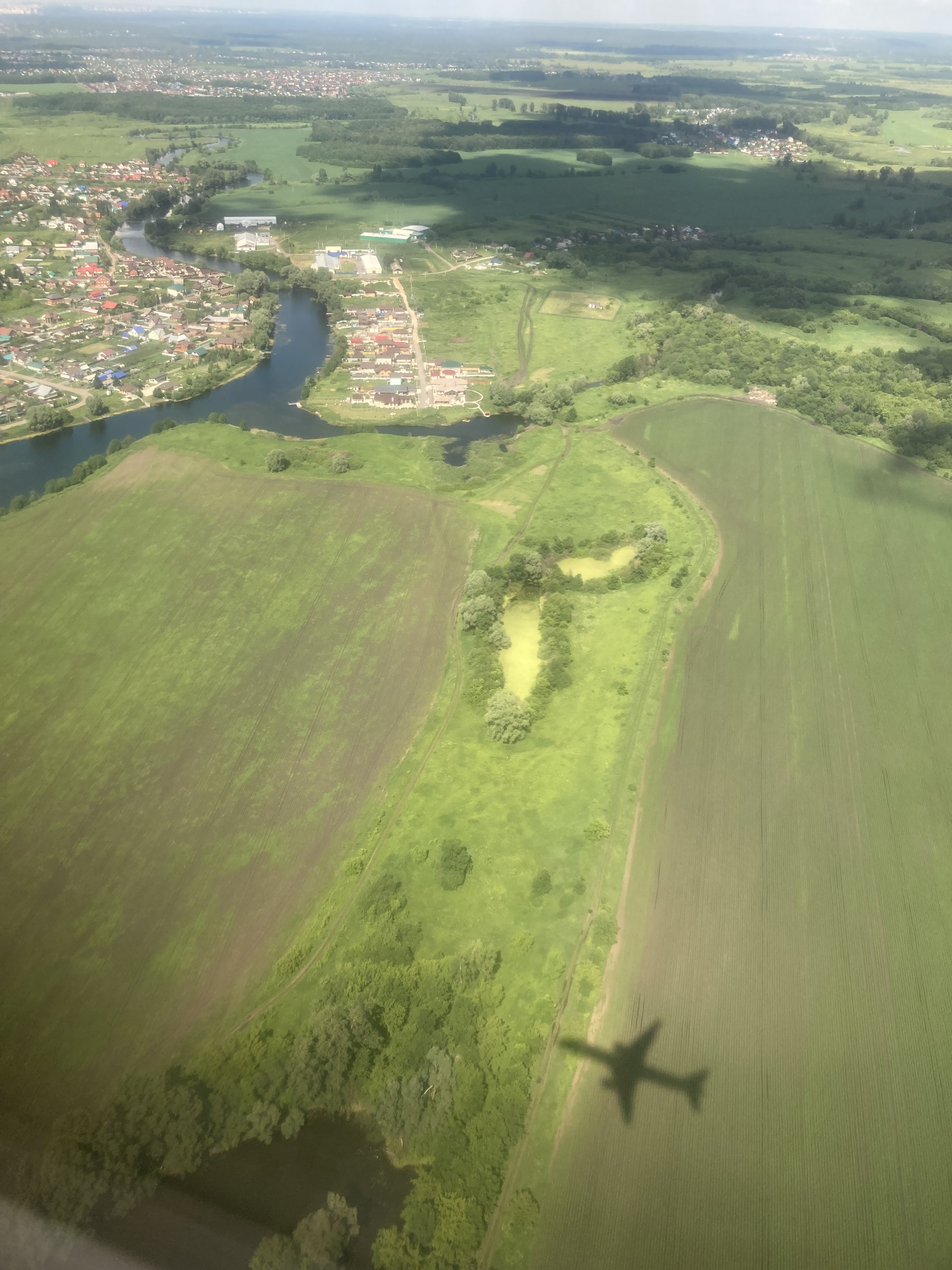
На западном берегу озера село Искино, на восточном — посёлок Поляна

Озеро расположено на 25 километре трассы Уфа — Оренбург. Находится на высоте около 95 м над уровнем моря между восточной окраиной деревни Искино и посёлком Поляна. Трасса Уфа — Оренбург разделяет озеро на две части; в южной части соединяется с озёрами Репище и Малое Репище. У озера узкая и достаточно длинная котловина, которая своей формой повторяет русло реки Уршак. Питание озера обеспечивают атмосферные осадки и, в меньшей степени, родники.
В восточной части водоёма берут начало ручьи, один из которых соединяет озеро с рекой Уршак. Посреди озера для удобства и лучшей транспортной доступности сооружена дамба, которая периодически подтапливается в половодье.
Пологие берега Большого Улукуля преимущественно заболочены; пойменные луга, подступающие к воде, перемежаются с кустарниками и деревьями (ивняк, ольшаник, калина).

## Название
Происходит от тюркского улу — большой, великий, и куль — озеро.

## В культуре
В Национальном музее Республики Башкортостан хранится картина «Озеро Большой Улукуль», на которой изображено озеро.